# Giovanni Ponti

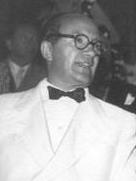
Giovanni Ponti op het Filmfestival van Venetië (1947)

Giovanni Ponti (Venetië, 19 januari 1896 – Padua, 28 december 1961) was een christendemocratisch politicus uit Venetië. Hij was burgemeester (1945-1946), lid van de constituante van de republiek Italië (1946-1948), volksvertegenwoordiger (1948-1953) en senator (1953-1963).
Ponti was de eerste minister van Toerisme die Italië kende (1954-1955).

## Levensloop
Ponti werd geboren in Venetië, in het koninkrijk Italië. Hij studeerde klassieke talen aan de Universiteit van Padua doch moest zijn studies onderbreken als rekruut in het Italiaans leger tijdens de Eerste Wereldoorlog. Hij werd nadien leraar klassieke talen in middelbare scholen in Venetië. Vanaf 1919 trad hij toe tot de Partito Popolare Italiano en werkte als adviseur bij de burgemeester van Venetië, Davide Giordano.
Onder fascistische druk verloor Ponti zijn functie van leraar. Hij werkte als adviseur bij het aartsbisdom Venetië doch moest ook deze job opgeven (1931). Eind jaren 1930 was hij gewoon hoogleraar Italiaanse taalkunde aan de universiteit van Zagreb in Kroatië, dat deel was van het koninkrijk Joegoslavië. Ponti had in de jaren 1930 Kroatisch geleerd. Tijdens de Tweede Wereldoorlog ging Ponti in het verzet. Hij was lid van het Regionaal Nationaal Bevrijdingscomité voor Veneto; hier behoorde hij tot de anticommunistische fractie van het verzet. In 1945 pakten Italiaanse fascisten hem op in Padua. Ponti werd gemarteld en ter dood veroordeeld. Ponti kon bereiken dat zijn terechtstelling niet doorging. De oprukkende partizanen bevrijdden Ponti uit de gevangenis. Ponti werd vereerd met de Bronzen medaille voor Dapperheid.
Ponti bestuurde Venetië als de eerste niet-fascistische burgemeester (1945-1946) na de oorlog. In deze periode als burgemeester trad hij toe tot de christendemocratische partij van Italië. Onmiddellijk na het Referendum over het afschaffen van de Italiaanse monarchie 1946 trad Ponti toe tot het nieuw parlement van de op te richten republiek Italië; dit parlement heette Assemblea Costituente (1946-1948). Ponti zetelde er namens de christendemocratische partij van Veneto.
Ponti was een twaalftal jaren voorzitter van de Biënnale van Venetië (1946-1954 en 1957-1960). Ook was hij hoofd van de procurators van San Marco (1947-1955), van de Stedelijke Musea van Venetië en van het maritiem centrum G. Cini. Hij promootte het filmfestival van Venetië.
Met de instelling van de republiek geraakte Ponti verkozen in het parlement (1948-1963). Eerst was hij volksvertegenwoordiger en nadien senator. Zijn parlementaire carrière onderbrak hij kort voor een ministerfunctie (1954-1955). Formeel was hij minister zonder portefeuille doch hij werd belast met de domeinen Spektakels, Sport en Toerisme. Het domein toerisme trok de aandacht want voor het eerst in de geschiedenis had Italië een minister verantwoordelijk voor het toerisme in het land.
Senator Ponti stierf in het universitair ziekenhuis van Padua in 1961.